# Abolfazl Jalali
Seyyed Abolfazl Jalali Bourani (en persa: سید ابوالفضل جلالی بورانی‎; Amol, Mazandarán, 26 de junio de 1998) es un futbolista iraní que juega en la demarcación de lateral izquierdo para el Esteghlal FC de la Iran Pro League.

## Selección nacional
Tras jugar en la selección de fútbol sub-23 de Irán, finalmente hizo su debut con la selección absoluta el 30 de marzo de 2021 en un encuentro amistoso contra Siria que finalizó con un resultado de 3-0 a favor del combinado iraní tras los goles de Hossein Kanaani, Sardar Azmoun y Karim Ansarifard.

## Clubes
| Club         | País | Año       | Partidos | Goles |
| ------------ | ---- | --------- | -------- | ----- |
| Saipa FC     | Irán | 2018-2021 | 60       | 1     |
| Esteghlal FC | Irán | 2021-     | 59       | 2     |